# Dino Meneghin
Dino Meneghin (nacido en Alano di Piave, Véneto  el 18 de enero de 1950) es un exjugador de baloncesto italiano. Fue considerado el mejor jugador de su país durante décadas, y, durante varios años, también el mejor en Europa. Con 2,06 m de estatura, jugaba en el puesto de pívot.

## Carrera
El 20 de noviembre de 1966, cuando tenía 16 años, jugó su primer partido en la liga italiana con el club Ignis Varese. Jugó el último partido con 45 años. Hoy en día trabaja para la Federación Italiana de Baloncesto y para el club Olimpia de Milán.
En total, jugó 836 partidos y marcó 8.560 puntos en el Campeonato Italiano. Para el equipo nacional jugó 271 partidos con un total de 2.847 puntos. Meneghin se convirtió en el primer jugador de una liga europea en ser elegido en el Draft de la NBA. Los Atlanta Hawks lo seleccionaron en las últimas rondas del Draft de la NBA de 1970, sin embargo nunca jugó en Estados Unidos.
En 1980 y 1983 fue elegido como el MVP en toda Europa. En 1991 fue elegido como el mejor jugador europeo de baloncesto de todos los tiempos. El 5 de septiembre de 2003 se convirtió en el segundo jugador italiano en entrar en el Basketball Hall of Fame, después de Cesare Rubini, que jugó y entrenó el Olimpia Milano entre los años 1940 y los años 1970 respectivamente.
Uno de sus mayores logros de su carrera es el número de Finales de la Copa de Campeones Europea. Jugó 10 finales consecutivas con Varese (5 ganadas y 5 perdidas) y 2 más consecutivas con Olimpia Milano (ambas ganadas).
En 2010 se anuncia su próxima incorporación junto con otros grandes baloncestistas, entrenadores, dirigentes europeos en el prestigioso FIBA Hall of Fame
Antes de acabar su carrera, Dino Meneghin jugó en la Serie A italiana de baloncesto contra su hijo Andrea, también un jugador de nivel internacional.

## Trofeos

### Clubs
- 12 LEGAS: (1969, 1970, 1971, 1973, 1974, 1977, 1978, 1982, 1985, 1986, 1987, 1989).
- 6 Copas de Italia: (1969, 1970, 1971, 1973, 1986, 1987).
- 7 Copas de Europa: (1970, 1972, 1973, 1975, 1976, 1987, 1988).
- 2 Recopas de Europa: (1967, 1980).
- 1 Copa Korac: (1985).
- 4 Copas Mundiales por Clubs: (1967, 1970, 1973, 1987).

### Selección nacional de Italia
- Juegos Olímpicos de Moscú 1980
- Eurobasket 1971
- Eurobasket 1975
- Eurobasket 1983